# 江右民系

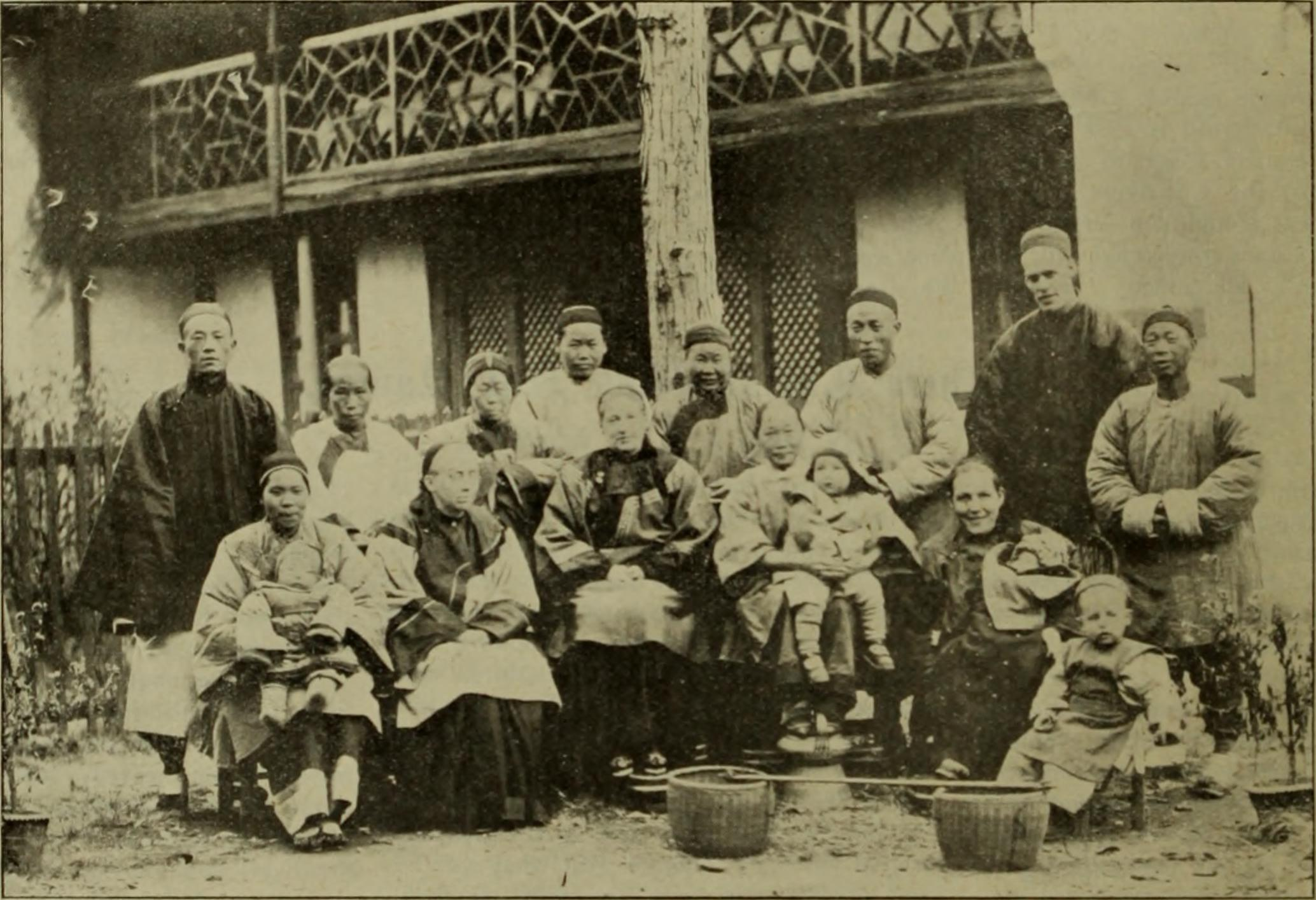
玉山縣的一戶人家，攝於1898

江右民系，又稱江右人、江西人、贛民系、贛人，是指以贛語為母語的漢族民系，主要分佈於中國的江西、湖南、湖北、安徽、福建等地區。

## 歷史
江西在上古時期曾經有干越和艾國等非華夏族國家。史載干越國在春秋時期被吳國所滅，其位置可能位於今餘干一帶，而艾國則位於今修水、武寧一帶，後來被楚國併吞。至春秋時代，江西地方經常被稱為「吳頭楚尾」，是因為江西曾迭為吳、楚、越國的爭雄之地。公元前473年越滅吳，公元前306年楚滅越。處於「吳頭楚尾」的江西和各方都有大量關係，而贛語中至今依舊保存着一些很有特色、很常用的古吳語和古楚語詞的積澱，西漢揚雄在其著作《輶軒使者絕代語釋別國方言》中，提到「南楚」方言達85次，其中單言「南楚」、不並引其他地名有42次，提到「南楚之外」、「南楚之南」10次。而《史記·貨殖列傳》中則註明道：「衡山、九江、江南豫章、長沙，是南楚也。」同時，《方言》中提及的吳越、吳楊越、吳楚等地也被認為包括江西的部分地區。
江西處於中國歷史上歷次中原漢民南遷的中心地帶，因此出現了令後世驚羨的政治、經濟和人文景觀，因此贛語對中國文化、文學有著重要的歷史影響，並且是中國古典戲劇贛劇、採茶戲、弋陽腔等重要藝術流派的說白語言，故歷代有過不少夾雜贛語的作品。明朝其間也有一支江右人遷徙至湖南省西部，形成一個贛語方言島。

## 文化

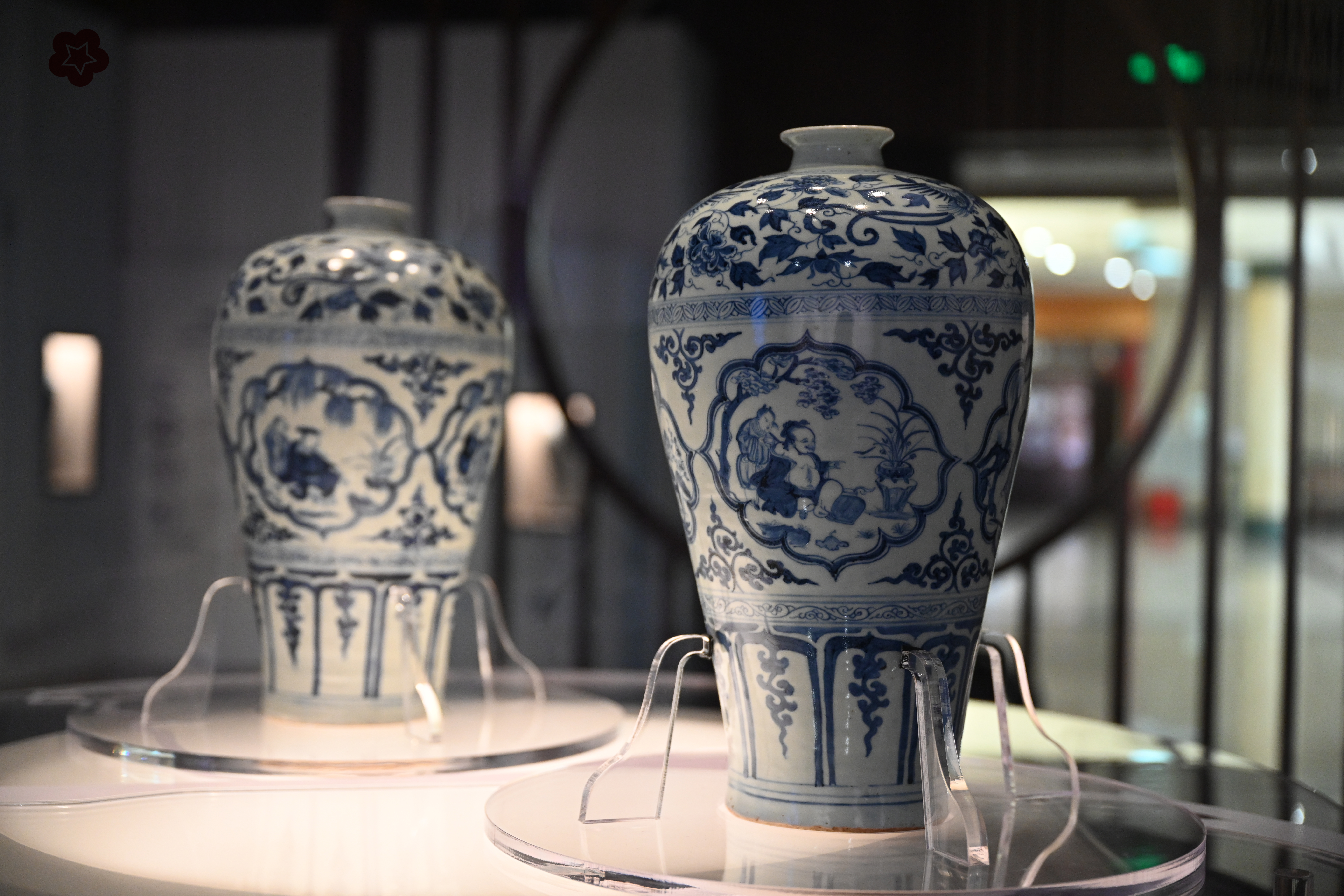
元代青花四愛圖梅瓶

江右文化是以贛鄱農業文明為核心，歷經數千年發展起來的一種特色文化。萬年仙人洞文化見證了江西上萬年的水稻耕作歷史，自然條件的優渥使得江西農業非常發達，隨著人口的繁盛也就有「萬點青山萬戶煙」的江南景緻。但也因為如此，東、南、西三面環山，北面臨江的江西地理使得贛地人民戀於溫飽、安分守故。江西人的「官本位」意識濃重，但又好於爭訟。北宋袁州（今宜春）知州楊侃就說，如果官員不「自紊其法」，那麼「民知法是易治」。這也得利於江西書院教育興盛、科舉文化強勢的歷史傳統，“耕讀傳家”被公認為處世準則。注重自身修行是江西人的重要思想。儒學的綱常道德歷來都是最為江西人的標準價值取向。
贛菜是中國菜主要菜系之一, 以三杯雞、粉蒸肉、剝皮菊花心、紅酥肉、雙層肚絲、文山雞丁、四星望月等菜最具代表性。江西瓷器，由其景德鎮的陶瓷，是世界上聞名的江西特產。